# Jan Rutkowski (inżynier)
Jan Dobrosław Rutkowski (ur. 1940) – polski inżynier chemik. Absolwent z 1963 Politechniki Wrocławskiej. Od 1988  profesor na Wydziale Inżynierii Sanitarnej (od 1990 r. Wydziale Inżynierii Środowiska) Politechniki Wrocławskiej.